# 南迈阿密 (佛罗里达州)
南迈阿密是美国佛罗里达州邁阿密-戴德縣的一座城市，属于南佛罗里达迈阿密都会区的一部分。根据2020年美国人口普查数据，该市人口为12,026人。南迈阿密距离迈阿密市中心约三英里，占地面积约2.5平方英里，紧邻迈阿密大学主校区，并与科勒尔盖布尔斯和派恩克雷斯特等城市相邻。
南迈阿密成立于1927年，是迈阿密-戴德县最古老的建制城市之一。该市的核心区域位于1号美国国道（US 1）以东，除了拥有购物、餐饮和娱乐中心的商业区外，南迈阿密还拥有多个街道绿树成荫的住宅社区。社区设施方面，南迈阿密拥有两家重要的医院——南佛罗里达浸信会医疗系统的南迈阿密医院（South Miami Hospital）和拉金医疗系统的拉金社区医院（Larkin Community Hospital）。南迈阿密全市共设有14座公园，此外还设有社区中心和水上活动中心。